# Мартиросян, Габриеле
Габриеле Мартиросян (лит. Gabrielė Martirosian, род. 23 февраля 1991, Каунас, Литва) — литовская модель, актриса, радио- и телеведущая армянского происхождения. Победительница конкурса «Мисс Литва» в 2008 году.

## Карьера
Габриеле Мартиросян окончила местную гимназию имени Угне Карвелис. В 16 лет она начала карьеру модели в агентстве Modilinos и участвовала в съёмках в Токио и Бангкок. В 2008 году одержала победу в конкурсе «Мисс Литва», а затем приняла участие в конкурсе «Мисс мира 2008». Однако на «Мисс мира» Мартиросян не заняла призовых мест.
Габриеле Мартиросян известна в Литве как радио- и телеведущая. В 2009 году она была выбрана амбассадором празднований в честь избрания Вильнюса культурной столицей Европы. Окончив факультет философии Вильнюсского университета в 2013 году, она в течение двух лет работала ведущей на литовской радиостанции M-1. С 2019 года она также начала работу радиоведущей на Литовской государственной радиостанции.
Мартиросян была со-ведущей национального отбора Литвы на конкурс песни «Евровидение» в 2017, 2019, 2020 и 2024 годах. Она также вела другие мероприятия и концерты.
Габриеле Мартиросян владеет несколькими компаниями, включая запущенный в 2017 году собственный бренд одежды «Oh! Skin» и открытую в 2019 году студию нейл-арта «NailGame».
Мартиросян также снималась в кино. В 2009—2010 годах она играла в сериале Виктора Валашинаса «Аллея женщин». В 2020 году состоялся её полнометражный дебют в комедии литовского режиссёра Симонаса Ашкелавичюса «Импортный жених», ставшей адаптацией популярного украинского фильма «Сумасшедшая свадьба».

## Личная жизнь
Дедушка Габриеле Мартиросян родился в Ереване, но позже переехал в Литву, где его фамилия изменилась на Мартиросианас. В 2019 году семья Габриеле решила вернуть оригинальную фамилию Мартиросян.
На 2024-й год Габриеле Мартиросян не замужем, встречается с известным литовским гонщиком Вайдотасом Залой.